# 金成小学校校舎
金成小学校校舎（かんなりしょうがっこうこうしゃ）は、宮城県栗原市にある明治時代の歴史的建築物。宮城県の有形文化財に指定されている。

## 概要
木造、2階建、屋根は寄棟鉄板葺の建築である。本屋の妻部に、棟高の一段低い切妻屋根の階段室を設け、2階正面中央にベランダを突出させる。部屋の配置は中廊下方式である。構造的には洋風真束小屋組を架しているが、ベランダ正面の意匠に軒唐破風、懸魚、虹梁、鰭を付した大瓶束を用いており、和洋折衷技法が強く伝承された地方色の濃い擬洋風校舎である。現在、栗原市金成歴史民俗資料館として利用されている。 